# San Marco (Venise)
Pour les articles homonymes, voir San Marco.
San Marco est un des six sestieri de Venise dont il constitue le cœur depuis la fondation de la « Sérénissime » : pendant des siècles, Venise est nommée Rivoalto Civitas, par référence au Rialto, premier nom du sestiere.

## Géographie

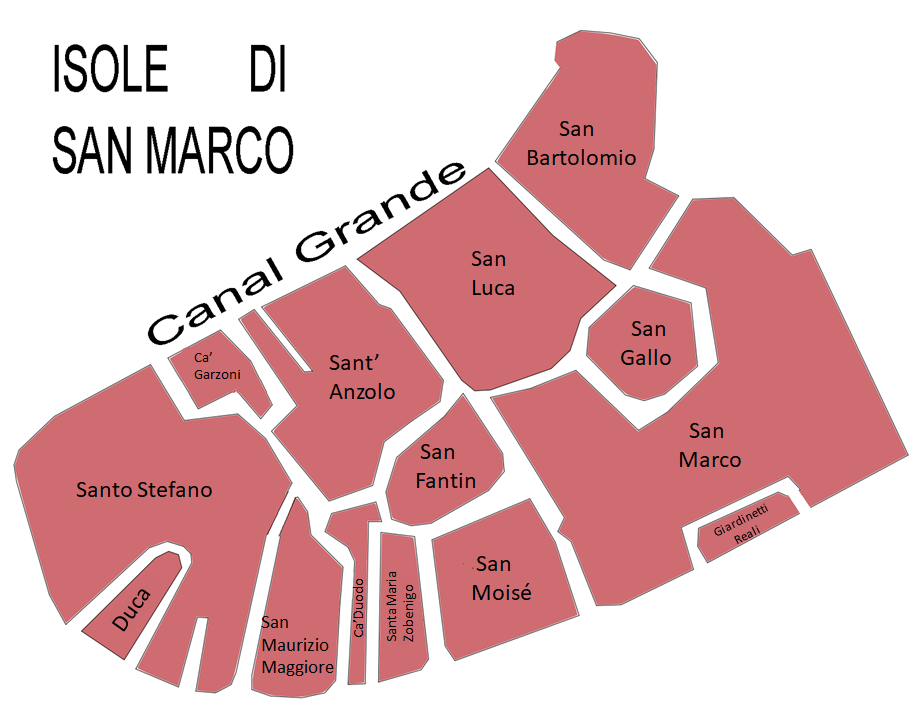

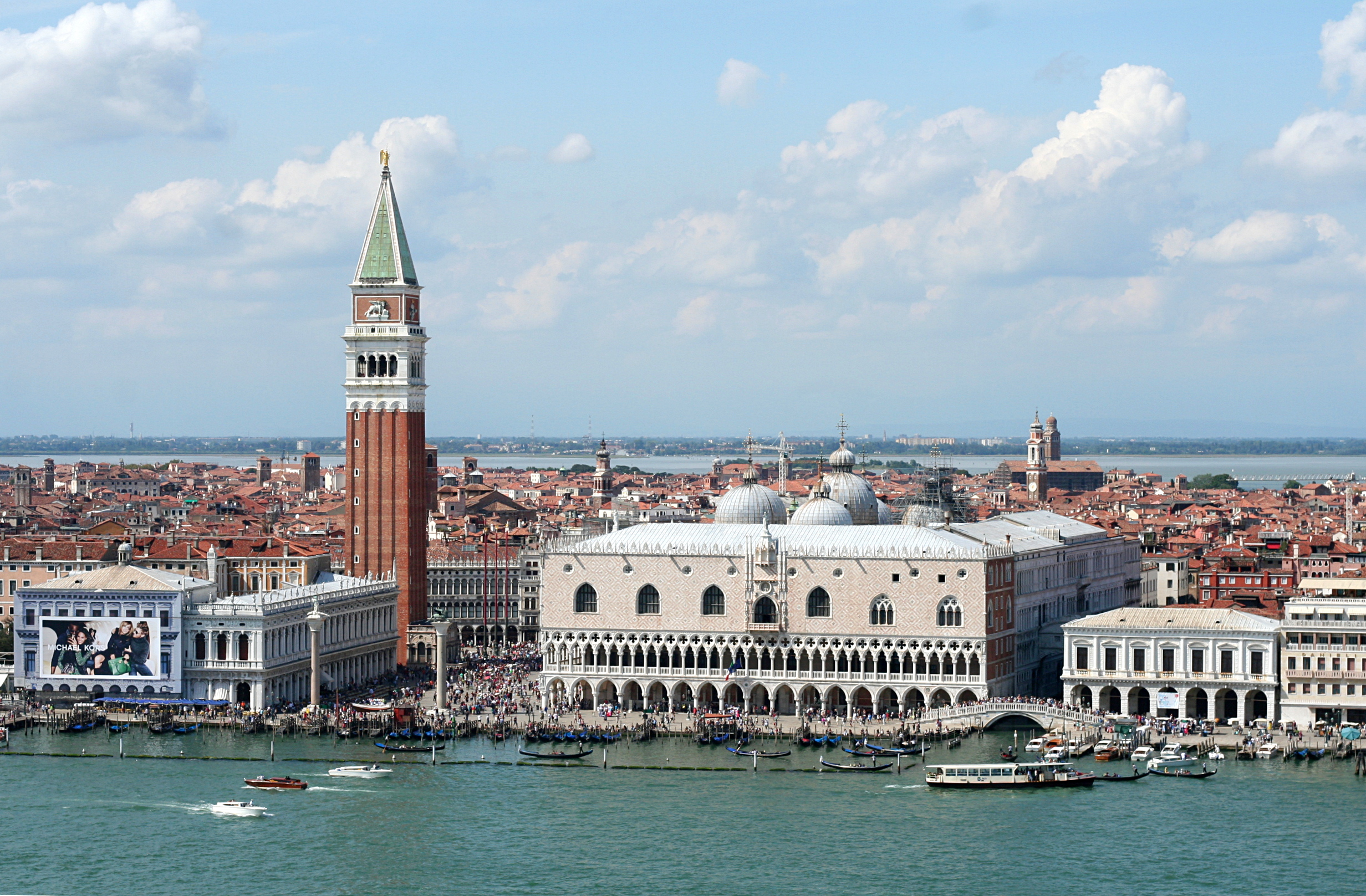
San Marco vu du campanile de la basilique San Giorgio Maggiore.

Sur toute sa limite nord-est, est et sud, le sestiere de San Marco est bordé du Grand Canal et du bassin de Saint-Marc. Il est limitrophe du sestiere de Cannaregio sur une courte distance le long du rio del Fontego dei Tedeschi, puis du sestiere de Castello au croisement de ce dernier canal avec le rio de la Fava. La limite suit alors ce canal vers le sud avant d'obliquer vers le sud-est (rio de San Zulian et rio del Palazzo) pour passer entre le palais des Doges et la prison des Plombs sous le pont des Soupirs.
Il comprend également l'île de San Giorgio Maggiore.
Le territoire fut subdivisé en seize contrade ou quartiers:
1. Sant'Anzolo, autour de l'église Saint-Michel-Archange (it), détruite;
2. San Basso, autour de l'église Saint-Basso (it) ;
3. San Beneto, autour de l'église San Benedetto da Norcia ;
4. San Bortolomio, autour de l'Église San Bartolomeo ;
5. San Fantin, autour de l'église San Fantino ;
6. San Luca, autour de l'Église San Luca Evangelista ;
7. San Marco, autour de la Basilique Saint-Marc ;
8. Santa Maria Zobenigo, autour de l'Église Santa Maria del Giglio ;
9. San Maurizio, autour de l'église Saint-Maurice, déconsacrée ;
10. San Moisè, autour de l'Église San Mosè ;
11. San Paternian, autour de l'église San Paterniano ;
12. San Salvador, autour de l'église Santissimo Salvatore ;
13. San Samuel, autour de l'Église San Samuele ;
14. San Vidal, autour de l'église San Vitale ;
15. San Ziminian, autour de l'église Saint-Geminiano, détruite ;
16. San Zulian, autour de l'église San Giuliano.

## Histoire
Au cœur de la Sérénissime, le sestiere de San Marco apparaît d'abord près du Rialto avant que le centre politique et judiciaire ne s'installe sur la place homonyme. La place Saint-Marc apparaît autour des deux premières églises de la zone. L'église de San Geminiano est démolie par Napoléon en 1807 pour réunir les deux procuraties par le bâtiment qui prendra plus tard le nom d'« aile napoléonienne ». Le nom de San Marco provient des reliques supposées de Saint Marc installées dans la basilique homonyme depuis 828, année où les navigateurs Bon da Malamocco et Rustego da Torcello la dérobèrent à Alexandrie.
Venise, à l'aube de son histoire, faisait partie de l'Italie byzantine dont elle a gardé le style et, religieusement, était disputée entre le Patriarcat d'Aquilée et celui de Grado. Cette lutte eut pour conséquence le changement continuel de saint protecteur pour la cité lagunaire, chacune des deux villes en tenant pour son saint, Marc ou Théodore. Les statues des deux saints au sommet des colonnes de la Piazetta San Marco témoignent de cette dispute.

## Églises et monuments
San Marco est d'abord le siège de la célèbre basilique du même nom, mais possède aussi les très belles Santo Stefano et San Moisè. On trouve également San Salvador, San Bartolomeo, San Zulian, San Luca, San Beneto, San Fantin, Santa Maria del Giglio (Sainte-Marie-du-Lis). De l'autre côté du bassin Saint-Marc, flotte la sublime façade blanche de San Giorgio Maggiore et son campanile.
Le principal monument du sestiere est le palais des Doges (son annexe « carcérale » se trouvant dans le sestiere contigu de Castello) ainsi que l'ensemble monumental de la place Saint-Marc avec la tour de l'Horloge, le campanile, les procuraties et l'aile napoléonienne, qui hébergent le musée Correr et la Biblioteca Marciana ou Sansoviniana. Parmi les nombreux palais, on citera les palais Loredan, Grimani, Corner Spinelli, Mocenigo, Grassi qui héberge la collection François Pinault, Corner della Ca' Grande, Gritti, Contarini-Fasàn, Tiepolo, et Giustinian, tous le long du Grand Canal, du Rialto à Saint Marc.
C'est encore dans le sestiere de San Marco que se trouvent l'escalier du Bovolo, l'ancien Théâtre San Moisè et le théâtre de La Fenice. 

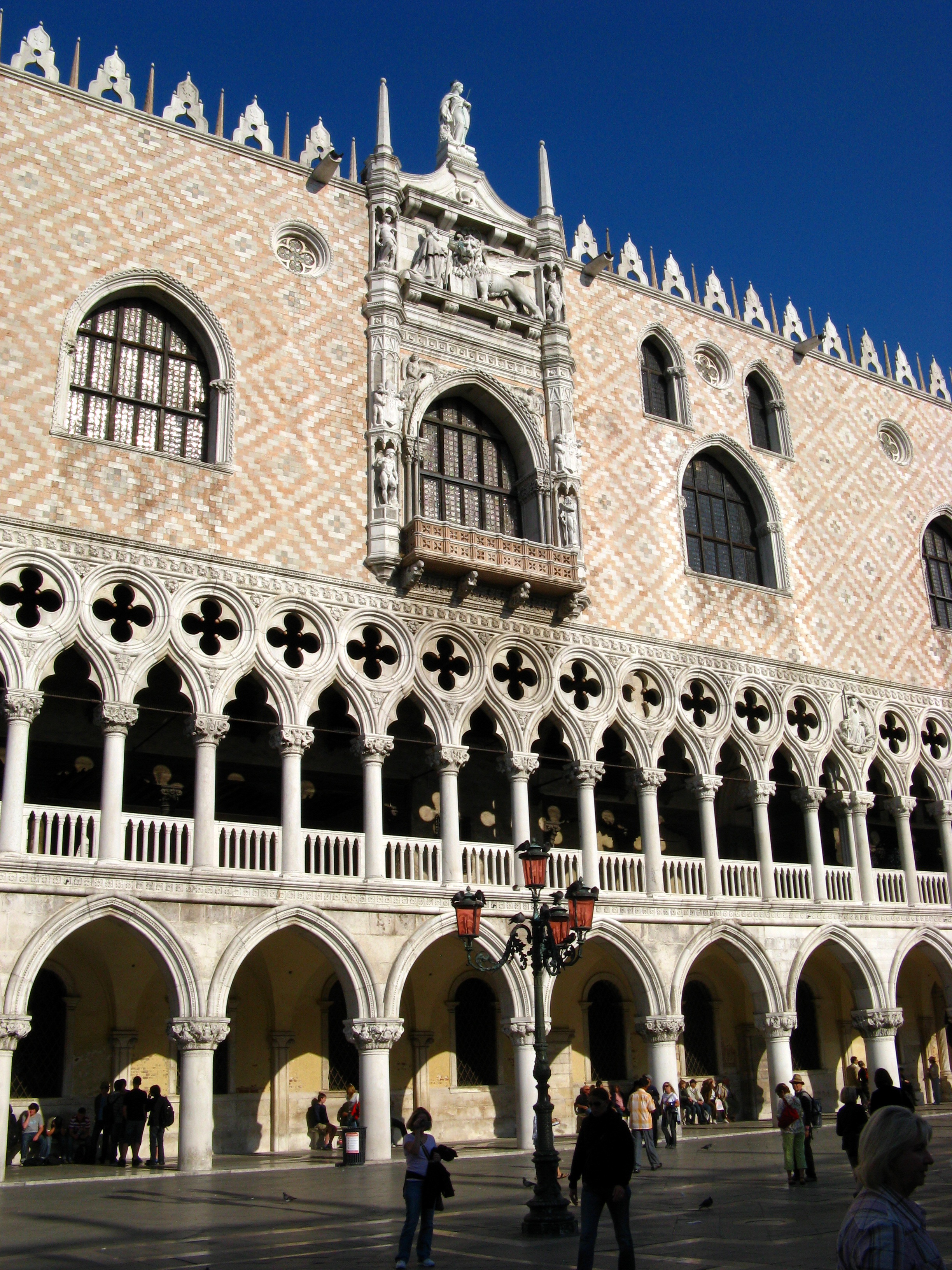
Palais des doges
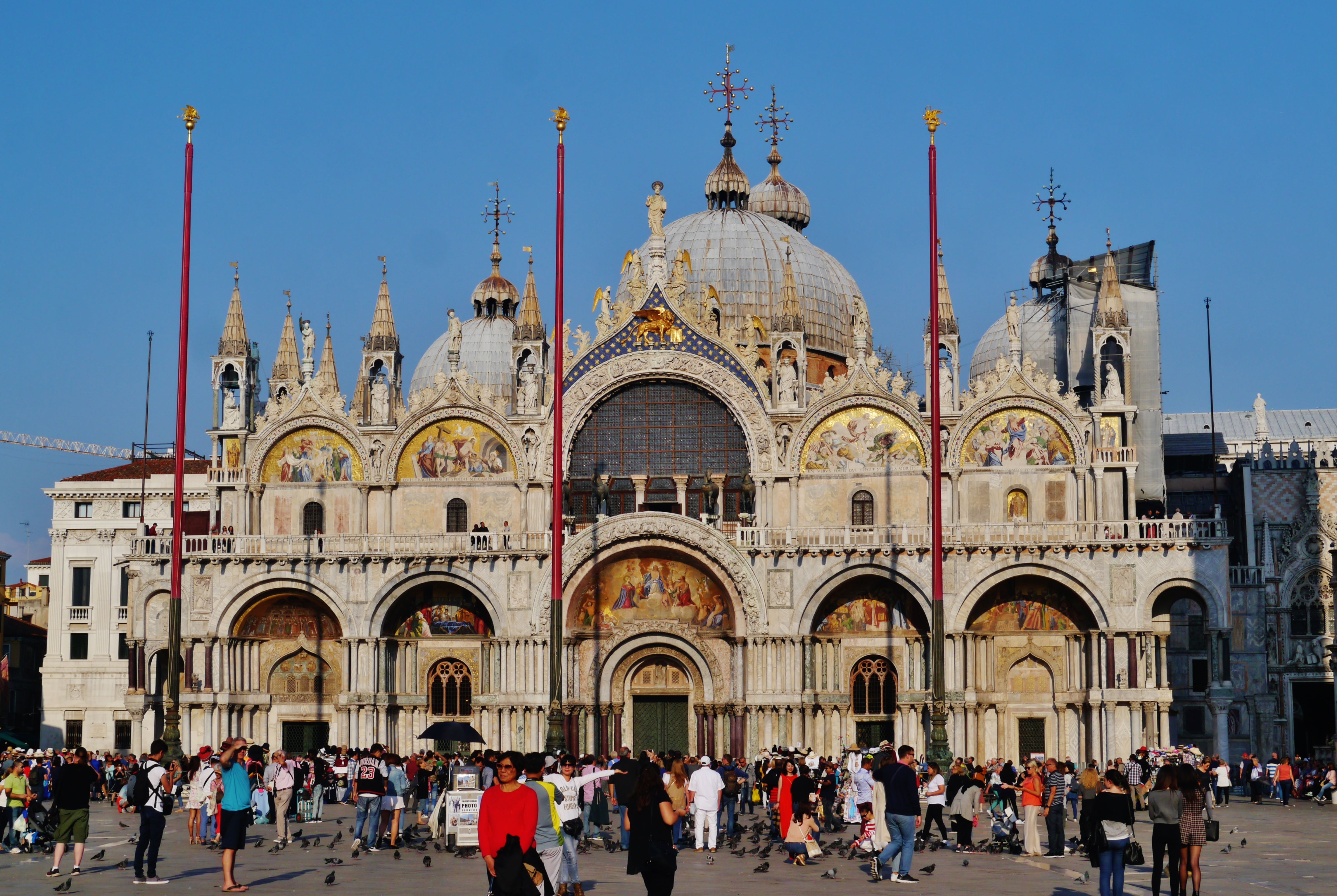
Basilique Saint-Marc.
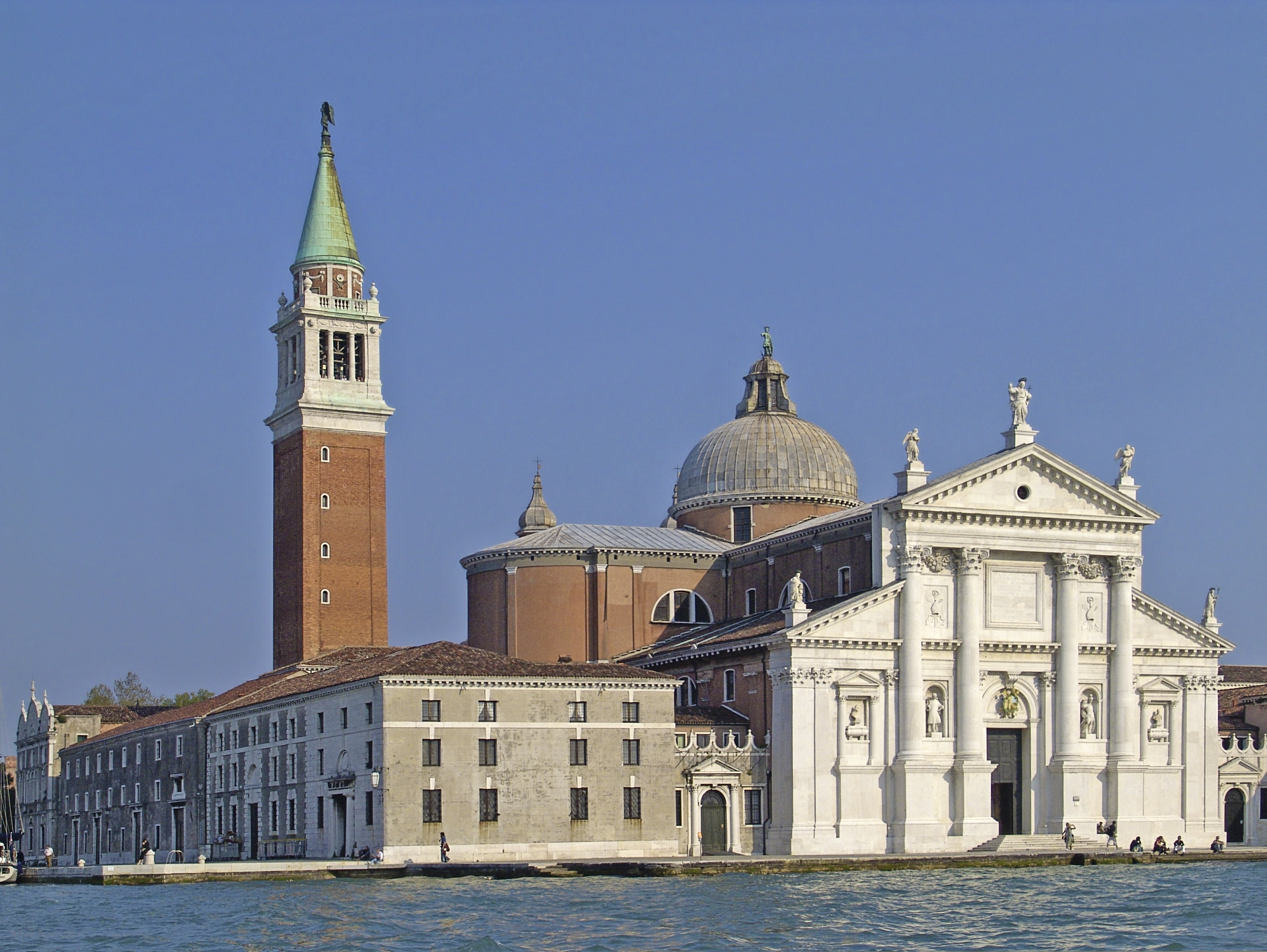
Île et basilique de Saint-Georges-Majeur.
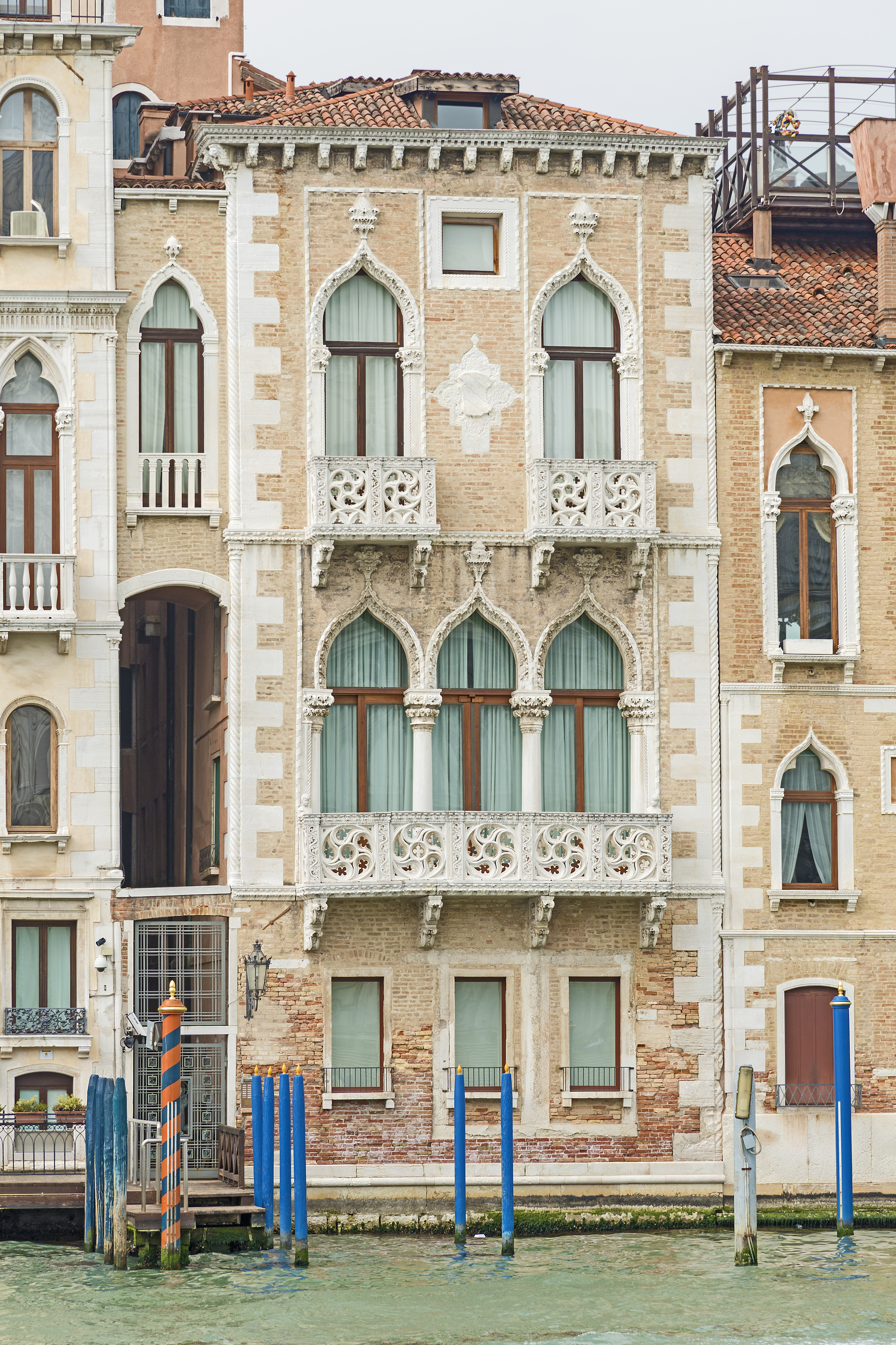
Le palais Contarini-Fasan.
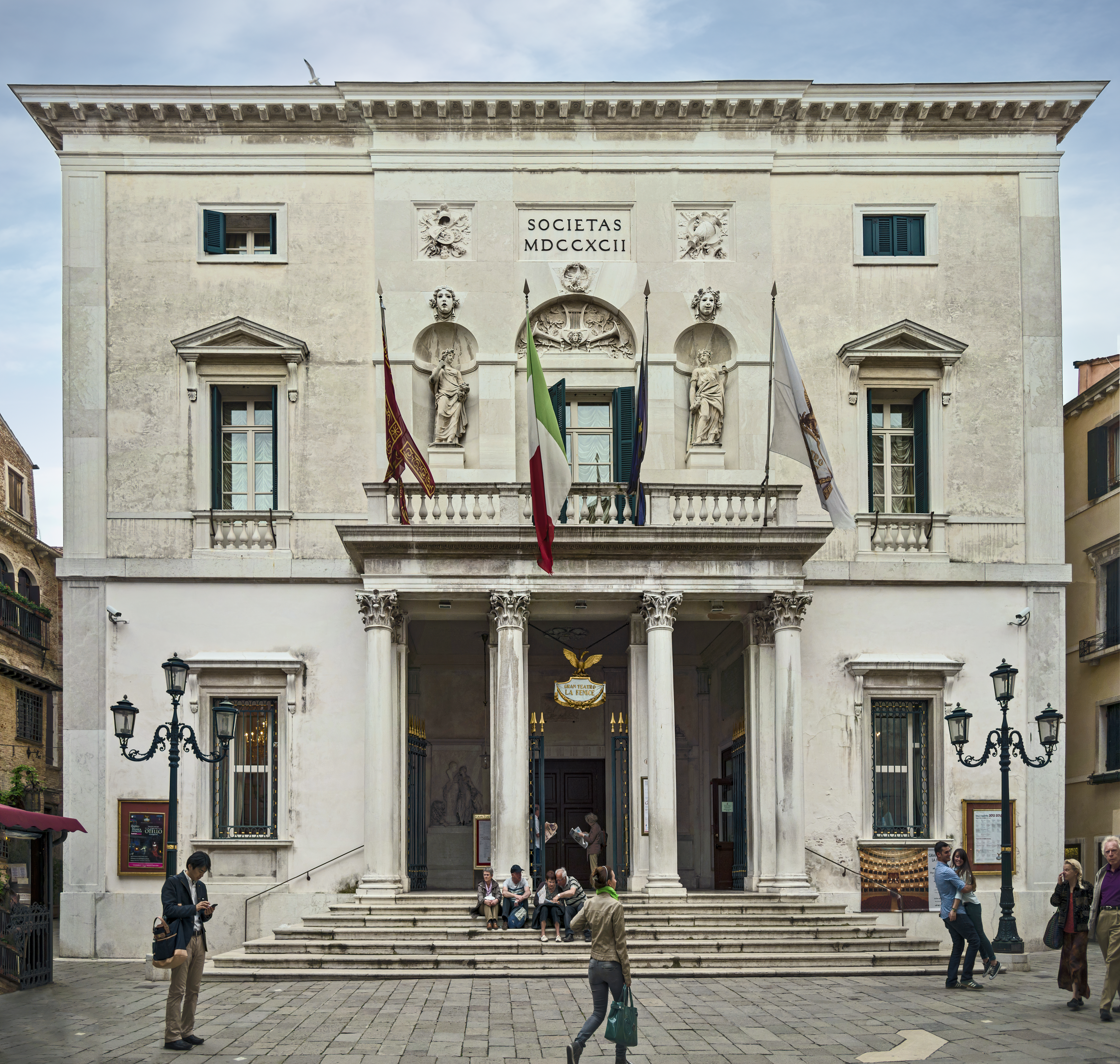
La Fenice.
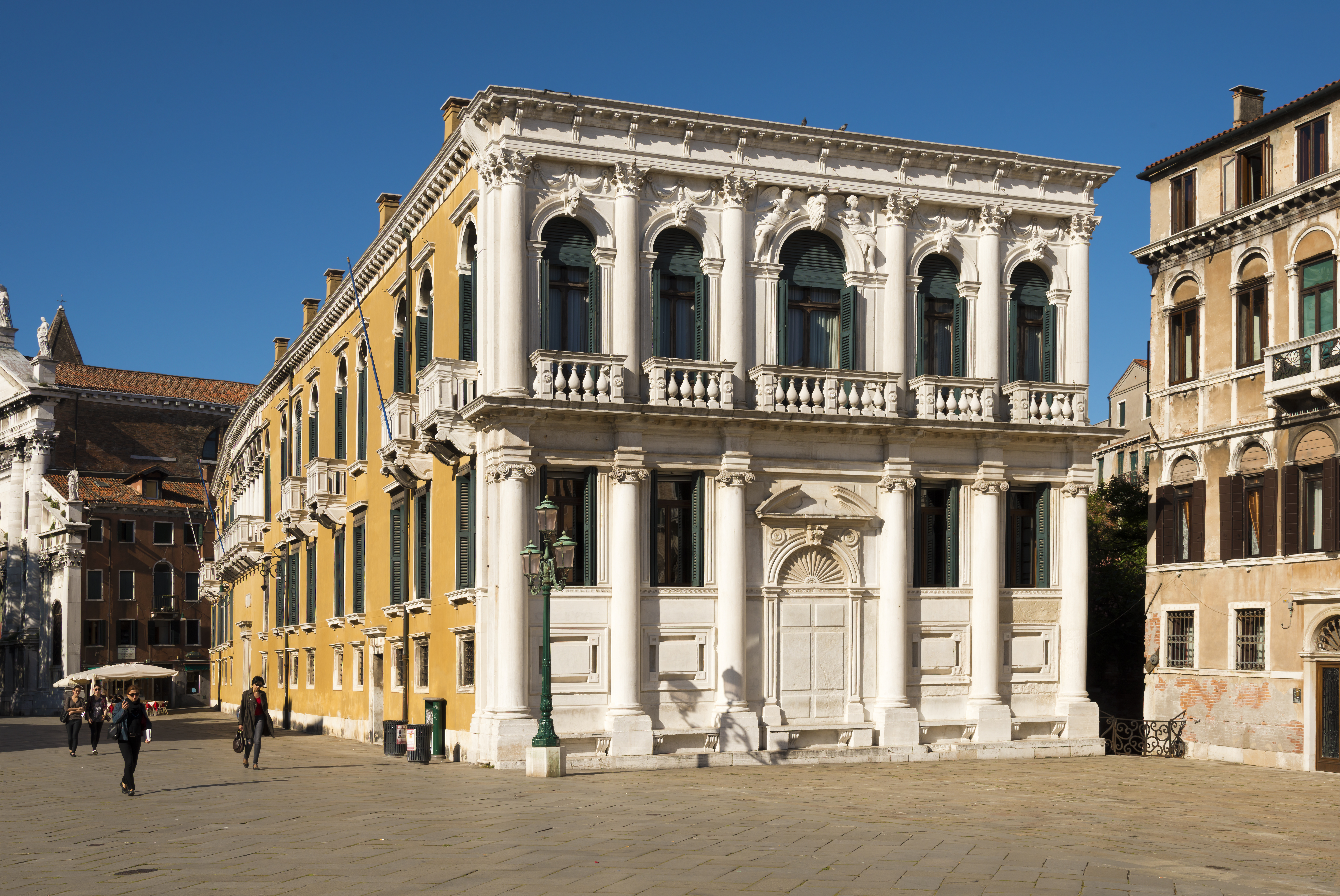
Le Plazzo Loredan sur le Campo Santo Stefano.
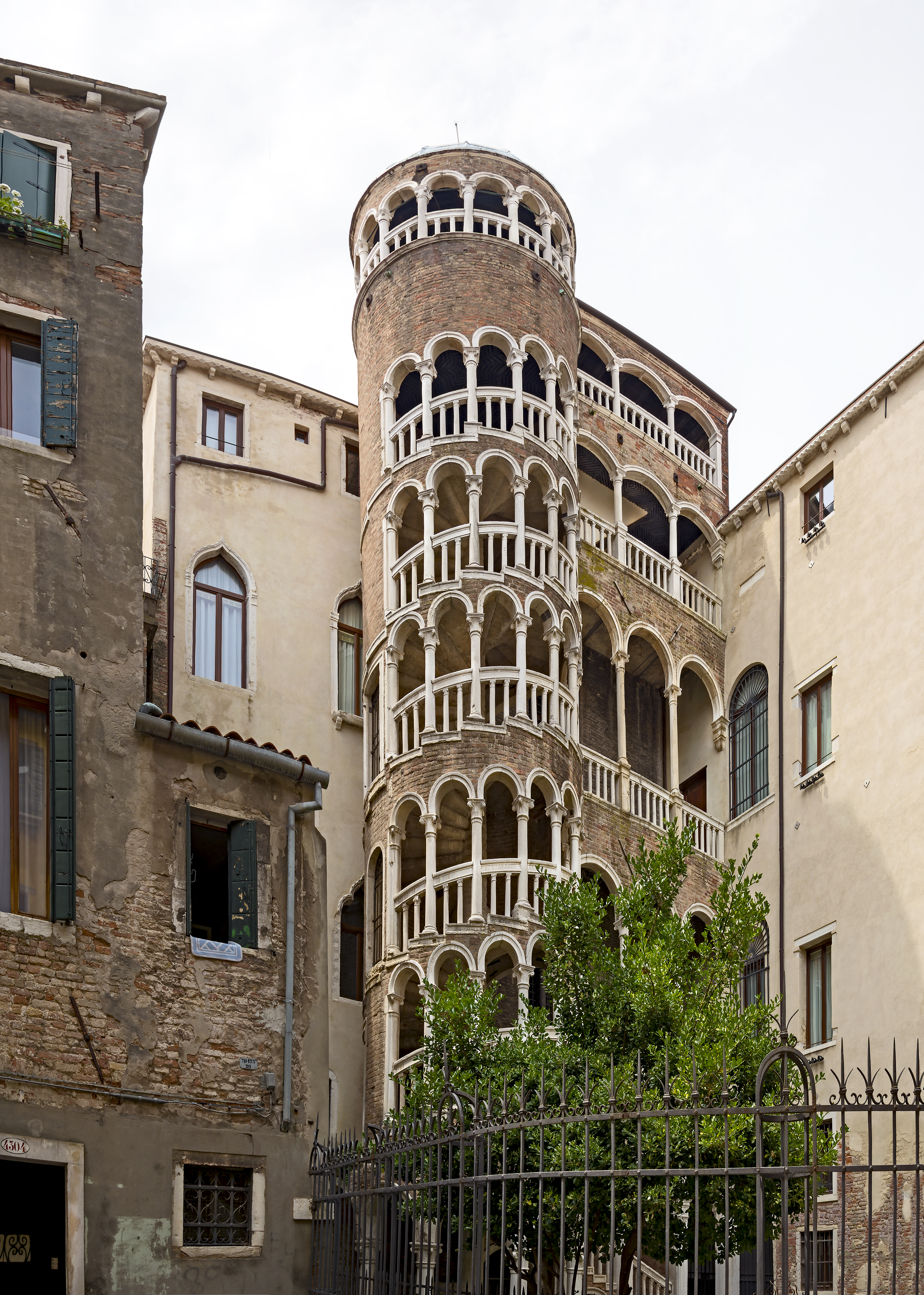
L'escalier du Bovolo.